# Lista över italienska ordspråk och talesätt
Detta är en lista över italienska ordspråk och talesätt, med svensk översättning.
Externa länkar

## A
- Amor nuovo va e viene, amor vecchio si mantiene -- "Ny kärlek kommer och går, gammal kärlek består"
- Amor regge il suo regno senza spada -- "Kärleken styr över sitt rike utan svärd"

## B
- Bontà senza limiti

## C
- Chi va piano, va sano e va lontano -- "Den som går i sakta mak, går med hälsan och kommer långt"
- Casa dolce casa -- "Hem ljuva hem"
- Chi la fa l’aspetti -- "Den illa gör han illa far"
- Chi vivrà, vedrà -- "Den som lever får se"
- Chi primo arriva meglio alloggia -- "Först till kvarn får först mala"
- Chi non ha testa ha gambe -- "Det man inte har i huvudet, får man ha i benen"

## D
- Dolce far niente -- "Det ljuva i att inget göra"
- Dove ci vuole tempo, la roba viene buona -- "Det man tar sig tid till får bra resultat"
- Dove c'è l'amore, la gamba trascina il piede -- "Där det är kärlek så drar benet foten"
- Di tutte le arti maestro è l'amore -- "Störst av alla konster är kärleken"

## E
- bene che succede neanche va piano piano -- "Det är bra det som händer även om det går sakta"

## G
- Grande amore, gran dolore -- "Stor kärlek, stor smärta"

## I
- Il mattino ha l’oro in bocca -- "Morgonstund har guld i mund"
- Il primo amore non si scorda mai -- "Den första kärleken glömmer man aldrig"
- In amore e in guerra tutto è permesso -- "I kärlek och krig är allting tillåtet"

## L
- La ginnastica ogni giorno toglie il medico di torno -- "Gymnastik varje dag gör att läkaren inte återvänder"
- Lontan dagli occhi, lontan dal cuore -- "Långt ifrån ögonkontakt, långt ifrån hjärtat"
- L'amore, la tosse e la fame non si possono nascondere -- "Kärlek, hosta och hunger kan man inte dölja"
- L’unione fa la forza -- "Enighet ger styrka"
- La pratica fa il maestro -- "Övning ger färdighet"
- L’ozio è il padre dei vizi -- "Lättjan är alla lasters moder"
- L’abito non fa il monaco -- "Kläderna gör inte mannen"
- La notte porta consiglio -- "Det är bäst att sova på saken/Kommer dag kommer råd"
- La speranza è l’ultima a morire -- "Hoppet är det sista som lämnar människan"

## N
- Nella guerra d'amore vince chi fugge -- "I kärlekens krig vinner den som flyr"
- Non è tutto oro quello che luccica -- "Allt är inte guld som glimmar"

## P
- Pane, amore e fantasia - la cucina povera -- "Bröd, kärlek och fantasin - de fattigas kök"

## R
- Rosso di sera bel tempo si spera, Rossi di matina mal tempo si avvicina  -- "Röd aftonhimlen lovar vacker dag, röd morgonhimmel lovar oväder”

## S
- Sbagliando si impara -- "Man lär av sina misstag"

## T
- Tutte le strade portano a Roma -- "Alla vägar bär till Rom"
- Tentar non nuoce -- "Det skadar inte att försöka/Försöka duger"
- Tutto il mondo è paese -- "Världen är sig lik överallt"
- Tutto il male non viene per nuocere -- "Inget ont som inte har något gott med sig"

## U
- Una mela al giorno toglie il medico di torno -- "Ett äpple om dagen är bra för magen"